# Echidna peli
Echidna peli är en fiskart som först beskrevs av Kaup, 1856.  Echidna peli ingår i släktet Echidna och familjen Muraenidae. Inga underarter finns listade i Catalogue of Life.